# A Jégkorszak-filmek szereplőinek listája
Ez a lista a Jégkorszak filmek szereplőit mutatja be.

## Az összes részben szerepel

### Manfréd
Első látásra úgy fest, mint egy óriási és dörmögő szőrkupac, de a torzonborz külső alatt Manfréd (általában Mani) valójában egy kedves és gondoskodó természetű gyapjas mamut. Mani egykor „magányos farkas” volt, de most egy egész csordányi eszement pajtásra és egy veszedelmesen közeledő bőgőmasinára kell vigyáznia – ami valószínűleg további problémákat hoz magával.

### Sid
Sid a Jégkorszak-filmek eszement lajhárja. A harmadik részben úgy alapított családot, hogy elcsórt 3 dínótojást. Sid alapította a csordát. Sid csetlik-botlik.

### Diego
Diego a kardfogú tigris a barátai kedvéért felhagyott a ragadozó életmóddal. A harmadik részben egy szarvast üldözött, hogy felébressze a vadászösztönét.

### Motkány
Motkány (eredetileg Scrat). Leginkább megszállottságáról ismert, mivel kiszemelt makkját életét nem féltve próbálja megszerezni, illetve megőrizni. Olyannyira, hogy ha valaki elveszi tőle, mindent megtesz, hogy újra az övé lehessen (még akkor is, ha az állat, ami elvette, jóval nagyobb nála). A mókus és a patkány keveréke. Ő Scratte (Motkánylány) szerelme.

## Az első részben megjelenő szereplők

### Roshan
Roshan az a kis ember, akit Manny, Sid és Diego juttatnak vissza az apjához, nagy viszontagságok árán.

## A második részben megjelenő szereplők

### Ellie
Ellie a mamutnőstény, akit oposszumok neveltek fel.

### Ropsz és Edi
A két oposszum mindig valami csintalanságot művel. Azt hiszik, Ellie a húguk és nem kedvelik Manfrédot.

### Sebes Tóni
Sebes Tóni ez a tatu ijesztgeti az állatokat a világ végével.

### Keselyű
A keselyű mondja meg az állatoknak, hogy három nap múlva lesz az árvíz.

## A harmadik részben megjelenő szereplők

### Buck
Buck egy küzdelemben vesztette el az egyik szemét, amit Rudyval, az albinó baryonyxszal folytatott. Magányos harcos menyét. Aki soha nem mond le róla, hogy megküzdjön Rudyval.

### Barack
Barack az újszülött mamut a guanlongfalka támadása után született. Kerek és szőrös, mint egy igazi barack. Apja Manfréd és anyja Ellie.

### Rudy
Buck ellenfele és a legvadabb dínó. Egyszer majdnem megette Buckot, de kiverte a fogát.

### Mama dínó
Tojbiás, Toydor és Gömböc igazi anyja. Elrabolja Sidet de rájön, hogy a bébik szeretik, ezért elengedi. A végén lelöki Rudyt egy szikláról.

### Tojbiás Toydor és Gömböc
Egbert, Shelly és Yoko megeszik az állatkölyköket, szétrombolják a játszóteret, mert nem itt a helyük.

## Sid családja
Sidet ők hagyták el. Sid testvérei Zac, Marshal, Bertie és Sid bácsikája Penész bácsi.